# Perikarion

Budowa neuronu

Perikarion (perycaryon), inaczej ciało komórki nerwowej, soma lub neurocyt – część neuronu otaczająca jądro komórkowe wraz z jąderkiem (rzadziej dwa jądra lub więcej).

## Podział
Ze względu na liczbę wypustek wyróżnia się ciała komórek:
- wielowypustkowe - najczęstsze; odchodzi od nich jeden akson i wiele dendrytów
- dwuwypustkowe - jeden akson i jeden dendryt
- jednowypustkowe
- rzekomojednowypustkowe - jeden akson i jeden dendryt, które w początkowym przebiegu są połączone ze sobą, a dalej rozgałęzione
- bezwypustkowe

## Organella
W perikarionie oprócz cytoplazmy znajdują się następujące organella: 
- tigroid (ziarenka lub ciałka Nissla)
- aparat Golgiego
- mitochondria
- mikrotubule
- neurofilamenty (filamenty pośrednie typu IV)
- w ciałach neuronów wydzielniczych pęcherzyki sekrecyjne - neurony takie znajdują się w jądrach przednich i środkowych podwzgórza; pęcherzyki zawierają prohormony oksytocyny, wazopresyny, liberyn i statyn.
- w niektórych komórkach wtręty komórkowe w postaci barwników - melaniny i lipofuscyny

## Funkcje
Błona komórkowa perikarionu przyspiesza albo hamuje impulsy nerwowe biegnące do aksonów i z dendrytów. Funkcją perikarionu jest też synteza makrocząsteczek i większości cząsteczek (białek, lipidów itp.).

## Rozmiary
Perikarion ma od 4 μm (warstwa ziarnista kory móżdżku) do 120 μm (komórki ruchowe przednich rogów rdzenia kręgowego).